# Temporada 1992-93 de los Utah Jazz
La temporada 1992-93 fue la decimonovena de los Jazz en la NBA, y la decimocuarta en su ubicación en Salt Lake City, tras cinco temporadas en Nueva Orleans. La temporada regular acabó con 47 victorias y 35 derrotas, ocupando el sexto puesto de la Conferencia Oeste, clasificádose para los playoffs, en los que cayeron en primera ronda ante Seattle SuperSonics.

## Elecciones en elDraft
Los Jazz no tuvieron ninguna elección en el Draft de 1992

## Temporada regular
| División Medio Oeste   | División Medio Oeste | División Medio Oeste | División Medio Oeste | División Medio Oeste | División Medio Oeste | División Medio Oeste | División Medio Oeste | División Medio Oeste |
| Equipo                 | G                    | P                    | %                    | PD                   | Casa                 | Fuera                | Div                  |                      |
| ---------------------- | -------------------- | -------------------- | -------------------- | -------------------- | -------------------- | -------------------- | -------------------- | -------------------- |
| y-Houston Rockets      | 55                   | 27                   | .671                 | —                    | 31–10                | 24–17                | 19–7                 |                      |
| x-San Antonio Spurs    | 49                   | 33                   | .598                 | 6                    | 31–10                | 18–23                | 17–9                 |                      |
| x-Utah Jazz            | 47                   | 35                   | .573                 | 8                    | 28–13                | 19–22                | 16–10                |                      |
| Denver Nuggets         | 36                   | 46                   | .439                 | 19                   | 28–13                | 8–33                 | 13–13                |                      |
| Minnesota Timberwolves | 19                   | 63                   | .232                 | 36                   | 11–30                | 8–33                 | 10–16                |                      |
| Dallas Mavericks       | 11                   | 71                   | .134                 | 44                   | 7–34                 | 4–37                 | 3–23                 |                      |

## Playoffs

### Primera ronda
Seattle SuperSonics vs. Utah Jazz 
| Fecha       | Partido                                 | Ciudad         |
| ----------- | --------------------------------------- | -------------- |
| 30 de abril | Seattle SuperSonics 99, Utah Jazz 85    | Seattle        |
| 2 de mayo   | Seattle SuperSonics 85, Utah Jazz 89    | Seattle        |
| 4 de mayo   | Utah Jazz 90, Seattle SuperSonics 80    | Salt Lake City |
| 6 de mayo   | Utah Jazz 80, Seattle SuperSonics 93    | Salt Lake City |
| 8 de mayo   | Seattle SuperSonics 100, Utah Jazz 92   | Seattle        |
|             | Seattle SuperSonics gana las series 3-2 |                |

## Estadísticas

### Temporada regular
| Rk | Jugador           | Edad | P  | PT | MP   | TC  | TCI  | %TC  | T3  | T3I | %T3  | TL  | TLI  | %TL  | RO  | RD  | RT   | AS   | RB  | TAP | BP  | FP  | PTS  |
| -- | ----------------- | ---- | -- | -- | ---- | --- | ---- | ---- | --- | --- | ---- | --- | ---- | ---- | --- | --- | ---- | ---- | --- | --- | --- | --- | ---- |
| 1  | Karl Malone       | 29   | 82 | 82 | 37.8 | 9.7 | 17.6 | .552 | 0.0 | 0.2 | .200 | 7.5 | 10.2 | .740 | 2.8 | 8.4 | 11.2 | 3.8  | 1.5 | 1.0 | 2.9 | 3.2 | 27.0 |
| 2  | John Stockton     | 30   | 82 | 82 | 34.9 | 5.3 | 11.0 | .486 | 0.9 | 2.3 | .385 | 3.6 | 4.5  | .798 | 0.8 | 2.1 | 2.9  | 12.0 | 2.4 | 0.3 | 3.2 | 2.7 | 15.1 |
| 3  | Jeff Malone       | 31   | 79 | 59 | 32.4 | 7.5 | 15.3 | .494 | 0.0 | 0.1 | .333 | 3.0 | 3.5  | .852 | 0.4 | 1.8 | 2.2  | 1.6  | 0.5 | 0.1 | 1.6 | 1.5 | 18.1 |
| 4  | Tyrone Corbin     | 30   | 82 | 58 | 31.2 | 4.7 | 9.3  | .503 | 0.0 | 0.1 | .000 | 2.2 | 2.7  | .826 | 2.4 | 4.0 | 6.3  | 2.1  | 1.3 | 0.4 | 1.3 | 3.1 | 11.6 |
| 5  | Jay Humphries     | 30   | 78 | 20 | 26.1 | 3.7 | 8.4  | .436 | 0.2 | 1.0 | .200 | 1.3 | 1.7  | .777 | 0.5 | 1.3 | 1.8  | 4.1  | 1.3 | 0.1 | 1.7 | 3.0 | 8.8  |
| 6  | David Benoit      | 24   | 82 | 27 | 20.9 | 3.1 | 7.2  | .436 | 0.4 | 1.2 | .347 | 1.4 | 1.9  | .750 | 1.4 | 3.4 | 4.8  | 0.5  | 0.5 | 0.5 | 1.1 | 2.5 | 8.1  |
| 7  | Larry Krystkowiak | 28   | 71 | 0  | 19.2 | 2.8 | 6.0  | .466 | 0.0 | 0.0 | .000 | 1.6 | 2.1  | .796 | 1.0 | 2.9 | 3.9  | 1.0  | 0.6 | 0.2 | 0.9 | 2.5 | 7.2  |
| 8  | Mike Brown        | 29   | 82 | 21 | 18.9 | 2.1 | 5.0  | .430 | 0.0 | 0.0 | .000 | 1.4 | 2.0  | .689 | 1.8 | 3.0 | 4.8  | 0.8  | 0.4 | 0.3 | 1.2 | 2.3 | 5.7  |
| 9  | Mark Eaton        | 36   | 64 | 57 | 17.3 | 1.1 | 2.0  | .546 | 0.0 | 0.0 |      | 0.5 | 0.8  | .700 | 1.1 | 3.0 | 4.1  | 0.3  | 0.3 | 1.2 | 0.7 | 2.2 | 2.8  |
| 10 | James Donaldson   | 35   | 6  | 1  | 15.7 | 1.3 | 2.3  | .571 | 0.0 | 0.0 |      | 0.8 | 1.5  | .556 | 1.0 | 3.8 | 4.8  | 0.2  | 0.2 | 1.2 | 0.7 | 2.2 | 3.5  |
| 11 | Isaac Austin      | 23   | 46 | 3  | 6.7  | 1.1 | 2.4  | .446 | 0.0 | 0.0 | .000 | 0.6 | 1.0  | .659 | 0.8 | 0.9 | 1.7  | 0.1  | 0.2 | 0.3 | 0.5 | 1.3 | 2.8  |
| 12 | John Crotty       | 23   | 40 | 0  | 6.1  | 0.9 | 1.8  | .514 | 0.1 | 0.4 | .143 | 0.7 | 1.0  | .684 | 0.1 | 0.3 | 0.4  | 1.4  | 0.3 | 0.0 | 0.8 | 0.7 | 2.6  |
| 13 | Stephen Howard    | 22   | 49 | 0  | 5.3  | 0.7 | 1.9  | .376 | 0.0 | 0.0 |      | 0.7 | 1.1  | .642 | 0.5 | 0.7 | 1.2  | 0.2  | 0.3 | 0.2 | 0.5 | 1.2 | 2.1  |
| 14 | Henry James       | 27   | 2  | 0  | 4.5  | 0.5 | 3.0  | .167 | 0.0 | 1.5 | .000 | 2.5 | 3.0  | .833 | 0.5 | 0.0 | 0.5  | 0.0  | 0.0 | 0.0 | 0.0 | 0.0 | 3.5  |
| 15 | Tim Legler        | 26   | 3  | 0  | 1.7  | 0.3 | 1.0  | .333 | 0.0 | 0.0 |      | 0.0 | 0.0  |      | 0.0 | 0.3 | 0.3  | 0.0  | 0.0 | 0.0 | 0.0 | 0.0 | 0.7  |

### Playoffs
| Rk | Jugador           | Edad | P | PT | MP   | TC  | TCI  | %TC   | T3  | T3I | %T3  | TL  | TLI | %TL  | RO  | RD  | RT   | AS   | RB  | TAP | BP  | FP  | PTS  |
| -- | ----------------- | ---- | - | -- | ---- | --- | ---- | ----- | --- | --- | ---- | --- | --- | ---- | --- | --- | ---- | ---- | --- | --- | --- | --- | ---- |
| 1  | Karl Malone       | 29   | 5 | 5  | 43.2 | 8.8 | 19.4 | .454  | 0.2 | 0.4 | .500 | 6.2 | 7.6 | .816 | 2.4 | 8.0 | 10.4 | 2.0  | 1.2 | 0.4 | 4.0 | 4.2 | 24.0 |
| 2  | John Stockton     | 30   | 5 | 5  | 38.6 | 4.6 | 10.2 | .451  | 1.0 | 2.6 | .385 | 3.0 | 3.6 | .833 | 1.0 | 1.4 | 2.4  | 11.0 | 2.4 | 0.0 | 3.0 | 3.2 | 13.2 |
| 3  | Tyrone Corbin     | 30   | 5 | 0  | 32.2 | 4.8 | 10.0 | .480  | 0.0 | 0.0 |      | 2.2 | 3.4 | .647 | 3.2 | 4.4 | 7.6  | 1.8  | 0.6 | 0.2 | 1.4 | 3.0 | 11.8 |
| 4  | Jeff Malone       | 31   | 5 | 5  | 30.0 | 5.8 | 13.0 | .446  | 0.0 | 0.0 |      | 1.8 | 2.6 | .692 | 0.6 | 2.6 | 3.2  | 0.6  | 0.6 | 0.2 | 1.8 | 2.2 | 13.4 |
| 5  | David Benoit      | 24   | 5 | 5  | 27.2 | 2.6 | 8.2  | .317  | 0.4 | 1.8 | .222 | 1.8 | 2.6 | .692 | 1.4 | 3.4 | 4.8  | 1.0  | 0.6 | 1.2 | 0.4 | 3.4 | 7.4  |
| 6  | Mark Eaton        | 36   | 5 | 5  | 23.4 | 2.0 | 3.8  | .526  | 0.0 | 0.0 |      | 0.4 | 0.8 | .500 | 3.2 | 3.4 | 6.6  | 0.4  | 0.0 | 1.8 | 0.4 | 1.8 | 4.4  |
| 7  | Jay Humphries     | 30   | 5 | 0  | 23.0 | 2.2 | 6.6  | .333  | 0.4 | 1.6 | .250 | 0.4 | 0.8 | .500 | 1.0 | 1.0 | 2.0  | 3.4  | 0.6 | 0.6 | 1.2 | 1.6 | 5.2  |
| 8  | Mike Brown        | 29   | 5 | 0  | 18.6 | 2.6 | 5.0  | .520  | 0.0 | 0.0 |      | 1.4 | 2.2 | .636 | 0.8 | 2.4 | 3.2  | 0.4  | 0.0 | 0.2 | 1.0 | 1.8 | 6.6  |
| 9  | Larry Krystkowiak | 28   | 1 | 0  | 8.0  | 0.0 | 1.0  | .000  | 0.0 | 0.0 |      | 0.0 | 0.0 |      | 1.0 | 1.0 | 2.0  | 0.0  | 0.0 | 0.0 | 1.0 | 1.0 | 0.0  |
| 10 | James Donaldson   | 35   | 1 | 0  | 5.0  | 0.0 | 1.0  | .000  | 0.0 | 0.0 |      | 0.0 | 0.0 |      | 0.0 | 0.0 | 0.0  | 0.0  | 0.0 | 0.0 | 0.0 | 0.0 | 0.0  |
| 11 | Isaac Austin      | 23   | 1 | 0  | 3.0  | 1.0 | 2.0  | .500  | 0.0 | 0.0 |      | 0.0 | 0.0 |      | 0.0 | 1.0 | 1.0  | 0.0  | 0.0 | 1.0 | 0.0 | 1.0 | 2.0  |
| 12 | John Crotty       | 23   | 1 | 0  | 3.0  | 2.0 | 2.0  | 1.000 | 0.0 | 0.0 |      | 0.0 | 0.0 |      | 1.0 | 0.0 | 1.0  | 1.0  | 0.0 | 0.0 | 0.0 | 0.0 | 4.0  |

## Galardones y récords
| Jugador       | Galardón                              |
| Karl Malone   | Mejor quinteto de la NBA All-Star     |
| John Stockton | 2.º Mejor quinteto de la NBA All-Star |